# 32e cérémonie des Boston Society of Film Critics Awards
La 32e cérémonie des Boston Society of Film Critics Awards, décernés par la Boston Society of Film Critics, a eu lieu le 11 décembre 2011, et a récompensé les films réalisés dans l'année.

## Palmarès

### Meilleur film
- The Artist
  - Hugo Cabret (Hugo)
  - Margaret

### Meilleur réalisateur
- Martin Scorsese pour Hugo Cabret (Hugo)
  - Michel Hazanavicius pour The Artist

### Meilleur acteur
- Brad Pitt pour le rôle de Billy Beane dans Le Stratège (Moneyball)
  - George Clooney pour le rôle de Matt King dans The Descendants
  - Michael Fassbender pour le rôle de Brandon Sullivan dans Shame

### Meilleure actrice
- Michelle Williams pour le rôle de Marilyn Monroe dans My Week with Marilyn
  - Meryl Streep pour le rôle de Margaret Thatcher dans La Dame de fer (The Iron Lady)

### Meilleur acteur dans un second rôle
- Albert Brooks pour le rôle de Bernie Rose dans Drive
  - Max von Sydow pour le rôle de Bernie Rose dans Extrêmement fort et incroyablement près (Extremely Loud and Incredibly Close)

### Meilleure actrice dans un second rôle
- Melissa McCarthy pour le rôle de Megan dans Mes meilleures amies (Bridesmaids)
  - Jeannie Berlin pour le rôle de Kellie Burnett dans Margaret

### Meilleure distribution
- Carnage
  - Margaret

### Réalisateur le plus prometteur
- Sean Durkin pour Martha Marcy May Marlene
  - J. C. Chandor pour Margin Call

### Meilleur scénario
- Le Stratège (Moneyball) – Steven Zaillian et Aaron Sorkin
  - Margaret – Kenneth Lonergan

### Meilleure photographie
- The Tree of Life – Emmanuel Lubezki
  - Hugo Cabret (Hugo) – Robert Richardson

### Meilleur montage
- The Clock – Christian Marclay
  - Hugo Cabret (Hugo) – Thelma Schoonmaker

### Meilleure utilisation de musique dans un film
(ex æquo)
- The Artist
- Drive
  - The Descendants

### Meilleur film en langue étrangère
- Incendies •  Canada
  - Une séparation (جدایی نادر از سیمین) •  Iran

### Meilleur film d'animation
- Rango

### Meilleur film documentaire
- Le Projet Nim (Project Nim)
  - Bill Cunningham New York